# 시청자칼럼 우리사는 세상
《시청자칼럼 우리사는 세상》은 1998년 6월 15일부터 2018년 7월 5일까지 방영했던 KBS 1TV 칼럼•시사 프로그램이었다.

## 기획 의도
시청자가 참여하여 제도개선을 다룬 시사 칼럼 형태로 전국 각 지역에서 제작진이 순회하여 제보하여 방영했던 텔레비전 프로그램이었다.

## 방송 시간
| 방송 채널 | 방송 기간                           | 방송 시간                             | 비고  |
| --------- | ----------------------------------- | ------------------------------------- | ----- |
| KBS 2TV   | 1998년 6월 29일 ~ 1998년 12월 25일  | 매주 월요일 ~ 금요일 밤 11:15 ~ 11:30 | [ 1 ] |
| KBS 2TV   | 1999년 1월 4일 ~ 1999년 6월 25일    | 매주 월요일 ~ 금요일 밤 9:45 ~ 10:00  | [ 2 ] |
| KBS 1TV   | 1999년 7월 5일 ~ 2001년 11월 2일    | 매주 월요일 ~ 금요일 저녁 6:55 ~ 7:00 | [ 3 ] |
| KBS 1TV   | 2002년 10월 28일 ~ 2016년 12월 30일 | 매주 월요일 ~ 금요일 저녁 6:55 ~ 7:00 | [ 4 ] |
| KBS 1TV   | 2001년 11월 5일 ~ 2002년 10월 25일  | 매주 월요일 ~ 금요일 저녁 6:50 ~ 6:55 | [ 5 ] |
| KBS 1TV   | 2017년 1월 2일 ~ 2018년 7월 5일     | 매주 월요일 ~ 목요일 저녁 6:55 ~ 7:00 | [ 6 ] |

## 프로그램을 방송하던 방송국
- 한국방송공사 (중심방송국)
- KBS경인방송센터 (경기도,인천광역시 일원)
- KBS춘천방송총국 (강원도 영서 중북부 일원)
- KBS원주방송국 (강원도 영서 남부 일원)
- KBS강릉방송국 (강원도 영동 일원)
- KBS청주방송총국 (충청북도 중·남부,세종특별자치시 일원)
- KBS충주방송국 (충청북도 북부 일원)
- KBS대전방송총국 (대전광역시,충청남도,세종특별자치시 일원)
- KBS전주방송총국 (전라북도 일원)
- KBS광주방송총국 (광주광역시,전라남도 중북부)
- KBS목포방송국 (전라남도 서남부)
- KBS순천방송국 (전라남도 동부)
- KBS대구방송총국 (대구광역시,경상북도 중·서남부)
- KBS안동방송국 (경상북도 북부 일원)
- KBS포항방송국 (경상북도 동해안 일원)
- KBS부산방송총국 (부산광역시,경상남도 동부 일부)
- KBS울산방송국 (울산광역시,경상남도 동부 일부)
- KBS창원방송총국 (경상남도 중부)
- KBS진주방송국 (경상남도 서부)
- KBS제주방송총국 (제주특별자치도 일원)

## 타이틀 변천사
현재 타이틀은 2015년 1월 3일을 기준으로 한다.
| 기수 | 타이틀                   | 방송 기간                        |
| ---- | ------------------------ | -------------------------------- |
| 1기  | 여러분 잠깐만            | 1995년 2월 20일 ~ 1996년 6월 1일 |
| 2기  | 시청자칼럼 우리사는 세상 | 1998년 6월 29일 ~ 2018년 7월 5일 |

## 같이 보기
- 민원 25시 (1996 ~ 1997년)

## 결방
- 2008년 8월 25일 : 2008 베이징 올림픽 우리나라 선수단 환영 국민대축제 방송 편성으로 인해 결방